# Riera de Sant Amanç
La Riera de Sant Amanç és un corrent fluvial de La Selva, que neix al veïnat de les Masies de Sant Amanç, al terme municipal d'Anglès i baixa pel veïnat de les Masies de Sant Amanç i les Mines del Sant Pare fins a desembocar al riu Rissec, afluent del marge dret del Ter, a l'alçada del Parc del la Font del Canyo.